# Liste der portugiesischen Botschafter in Dänemark

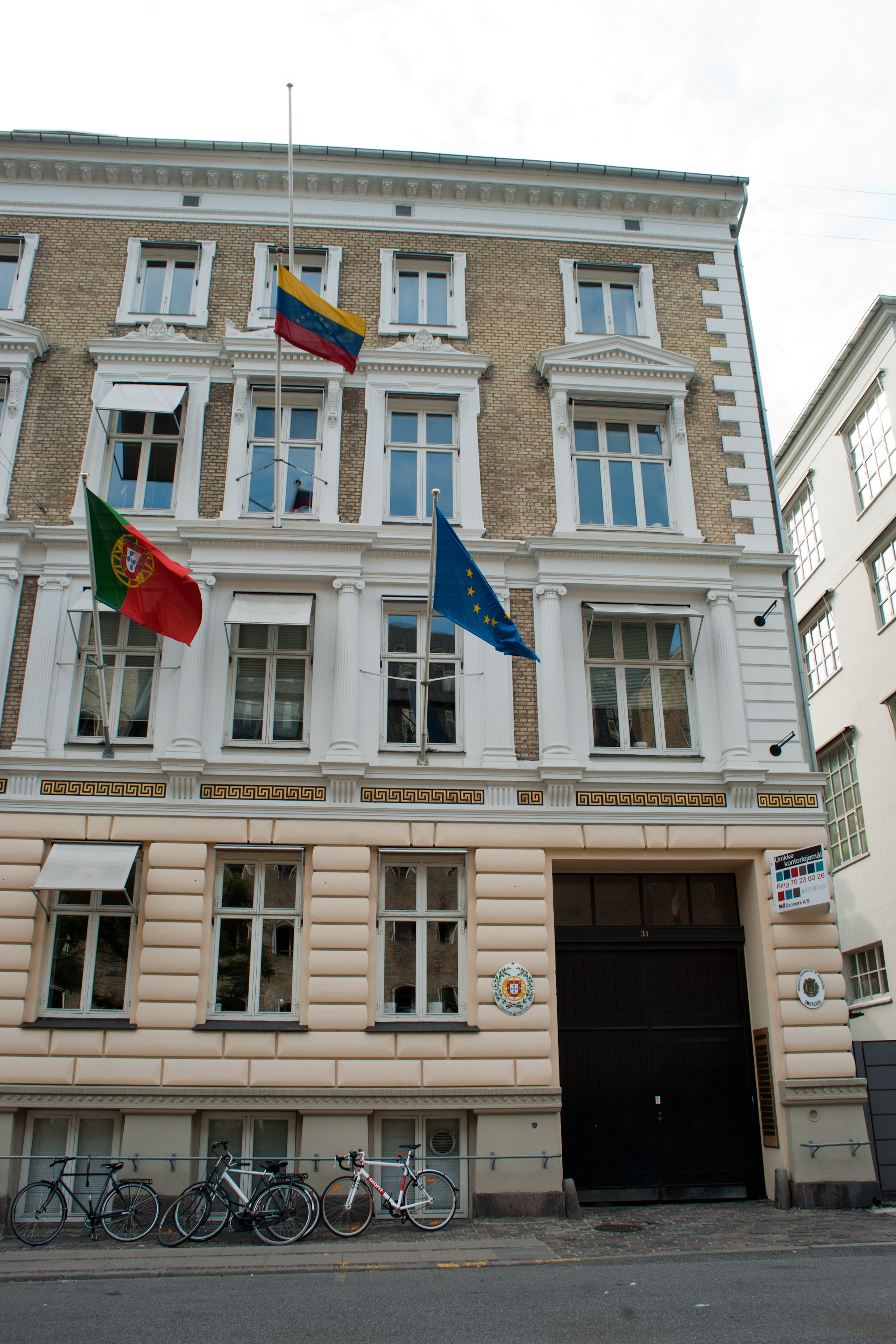
Die Botschaft Portugals in Kopenhagen

Die Liste der portugiesischen Botschafter in Dänemark listet die Botschafter der Republik Portugal in Dänemark auf. Die beiden Staaten unterhalten seit 1767 diplomatische Beziehungen.
Eine erste portugiesische Delegation 1641 erreichte keine Einrichtung diplomatischer Beziehungen, auf Grund der instabilen Interessenslagen mit der dänischen Verwicklung in den Dreißigjährigen Krieg und der 1640 wiedererlangten, im Restaurationskrieg weiterhin umkämpften portugiesischen Unabhängigkeit.
Seit 1768 unterhält Portugal eine Legation in der dänischen Hauptstadt Kopenhagen, die 1957 zur vollen Botschaft erhoben wurde. Zwischen 1892 und 1945 war die Legation in Kopenhagen nicht mit einem eigenen Vertreter besetzt, sondern gehörte fast durchgehend zum Amtssitz der portugiesischen Botschaft in Stockholm bzw. ab 1929 in Oslo.
Die Botschaft Portugals in Kopenhagen residiert in der Toldbodgade 31.
In Dänemark bestehen daneben keine weiteren Konsulate Portugals, seit 2013 besteht jedoch ein Honorarkonsulat in Tórshavn auf den zu Dänemark gehörenden, selbstverwalteten Färöerinseln.

## Missionschefs
| Name                                                                            | Bild     | Amtszeit                                 | Anmerkungen |
| Dänemark                                                                        | Dänemark | Dänemark                                 | Dänemark |
| ------------------------------------------------------------------------------- | -------- | ---------------------------------------- | --- |
| Francisco de Melo e Carvalho                                                    |          | 22. Oktober 1768 – 5. Januar 1770        | Sonder-Gesandter, am 20. Januar 1769 akkreditiert, erster Botschafter Portugals in Dänemark                                                              |
| António Rangel Pereira de Sá                                                    |          | 5. September 1770 – Januar 1775          | Sonder-Gesandter, am 29. Oktober 1770 akkreditiert |
| Manuel José Guedes de Miranda e Lima                                            |          | 24. Juli 1776 – Februar 1785             | Sonder-Gesandter, am 1. August 1776 akkreditiert |
| Alexandre de Sousa e Holstein                                                   |          | 3. September 1786 – 14. Juli 1789        | Sonder-Gesandter und Ministro Plenipotenciário, am 8. September 1786                                                                                     |
| Luís Álvares da Cunha e Figueiredo                                              |          | Juli 1789 – März 1790                    | Geschäftsträger |
| Domingos António de Sousa Coutinho                                              |          | 3. Oktober 1790 – 3. Oktober 1794        | Sonder-Gesandter und Ministro Plenipotenciário, am 12. November 1790 akkreditiert                                                                        |
| Rafael da Cruz Guerreiro                                                        |          | 3. Oktober 1794 – 20. Juli 1797          | Ministersekretär und Geschäftsträger |
| José Maria de Sousa                                                             |          | 20. Juli 1797 – 25. April 1799           | Sonder-Gesandter und Ministro Plenipotenciário, am 29. Juli 1797                                                                                         |
| João Rademaker                                                                  |          | 25. April 1799 – Dezember 1807           | Geschäftsträger |
| Cipriano Ribeiro Freire                                                         |          | 1801                                     | Sonder-Gesandter und Ministro Plenipotenciário |
| Visconde de Santarém                                                            |          | 1819 – 1821                              | Geschäftsträger |
| João António Ramos Nobre                                                        |          | 23. Februar 1822 – 10. November 1822     | Geschäftsträger |
| Ildefonso Leopoldo Bayard                                                       |          | 10. November 1822 – 27. Mai 1824         | Geschäftsträger, am 13. November 1822 akkreditiert |
| Cristovão Pedro de Morais Sarmento (seit 1833 Visconde de Moura)                |          | 30. Juli 1824 – 11. Oktober 1833         | Sonder-Gesandter, am 14. August 1824 akkreditiert |
| Visconde de Moura                                                               |          | 1830                                     | Geschäftsträger |
| Cristovão Pedro de Morais Sarmento (inzwischen Visconde de Moncorvo)            |          | 20. März 1830 – 11. Oktober 1833         | Geschäftsträger |
| António Cândido de Faria                                                        |          | 12. Oktober 1833 – 3. August 1835        | Geschäftsträger |
| Francisco José Rodrigues                                                        |          | 26. September 1836 – 17. Juli 1838       | Geschäftsträger, am 26. September 1836 |
| José Maurício Correia Henriques (Visconde de Seisal)                            |          | 11. September 1838 – 14. Februar 1844    | Geschäftsträger, am 11. September 1838 akkreditiert |
| João de Sousa Lobo                                                              |          | 15. Februar 1844 – 12. April 1844        | Übergangs-Geschäftsträger |
| Francisco de Paula de Saldanha Oliveira e Daun (Conde da Azinhaga)              |          | 13. April 1844 – 4. November 1845        | Geschäftsträger, am 13. April 1844 |
| Joaquim de Reboredo                                                             |          | 5. November 1845 – 4. September 1851     | Geschäftsträger, am 5. November 1845 akkreditiert |
| José António Soares Leal                                                        |          | 4. September 1851 – 20. November 1852    | Ministerresident, am 16. September 1851 akkreditiert |
| N. M. Höglund                                                                   |          | 20. November 1852 – 5. August 1854       | Übergangs-Geschäftsträger mit Amtssitz Stockholm |
| António Travassos Valdez                                                        |          | 13. Juli 1854–1854                       | Geschäftsträger, am 14. Juli 1854 akkreditiert |
| Visconde de Sotto Maior                                                         |          | 19. April 1856 – 13. Dezember 1892       | Ministerresident mit Amtssitz Stockholm, am 28. April 1856 doppelakkreditiert, ab 21. Dezember 1869 Ministro Plenipotenciário                            |
| António de Castro Feijó                                                         |          | 13. Dezember 1892 – 21. Juni 1917        | Geschäftsträger mit Amtssitz Stockholm, am 17. November 1901 als Ministro Plenipotenciário akkreditiert, bis 16. Dezember 1908, ab 1915 wieder im Dienst |
| Francisco Roberto da Silva Ferrão de Carvalho Martens (Conde de Martens Ferrão) |          | 1918 – 2. Mai 1923                       | Ministro Plenipotenciário mit Amtssitz Stockholm |
| Amadeu Ferreira de Almeida Carvalho                                             |          | 28. Juni 1920 – Dezember 1925            | Übergangs-Geschäftsträger, am 1. Juli 1920 akkreditiert                                                                                                  |
| Francisco dos Santos Tavares                                                    |          | 1926 – 26. Juli 1928                     | Ministro Plenipotenciário mit Amtssitz Stockholm |
| Justino de Montalvão Coelho                                                     |          | April 1929 – 22. Juli 1930               | Ministro Plenipotenciário mit Amtssitz Oslo |
| José da Costa Carneiro                                                          |          | 23. Oktober 1930 – 18. September 1933    | Ministro Plenipotenciário mit Amtssitz Oslo, am 23. Oktober 1930 akkreditiert                                                                            |
| Amadeu Ferreira de Almeida Carvalho                                             |          | 17. August 1934 – 2. April 1939          | Ministro Plenipotenciário mit Amtssitz Oslo |
| José Mendes de Vasconcelos Guimarães (Riba Tâmega)                              |          | 1939 – 5. Dezember 1945                  | Ministro Plenipotenciário mit Amtssitz Oslo |
| Manuel Antas de Oliveira                                                        |          | 24. Februar 1949 – 1. Mai 1956           | Ministro Plenipotenciário mit Amtssitz Kopenhagen |
| António de Sèves                                                                |          | 19. Mai 1956 – 16. Januar 1960           | am 30. Mai 1956 als Ministro Plenipotenciário und am 10. Oktober 1957 als Botschafter akkreditiert (Legation am 25. Juni 1957 zur Botschaft erhoben)     |
| José Manuel de Noronha Gamito                                                   |          | 17. Januar 1960 – 20. September 1961     | Übergangs-Geschäftsträger |
| António Leite Cruz                                                              |          | 20. September 1961 – 15. Februar 1965    | Botschafter, am 13. Oktober 1961 akkreditiert |
| António Telo Moreira de Almeida Magalhães Colaço                                |          | 16. Februar 1965 – 31. Oktober 1965      | Geschäftsträger |
| Marcus de Fontes Pereira de Melo Fonseca                                        |          | 31. Oktober 1965 – 31. Januar 1973       | Botschafter, am 10. November 1965 akkreditiert |
| Sérgio Manuel dos Reis e Sousa                                                  |          | 1. Februar 1973 – 22. August 1973        | Geschäftsträger |
| João Eduardo Monteverde Pereira Bastos                                          |          | 22. August 1973 – 8. Juni 1974           | Botschafter, am 13. September 1973 akkreditiert |
| Sérgio Manuel dos Reis e Sousa                                                  |          | 6. September 1974 – 9. November 1974     | Geschäftsträger |
| António Augusto Marques da Costa Vaz Pereira                                    |          | 9. November 1974 – 23. Juni 1977         | Botschafter, am 12. November 1974 akkreditiert |
| Francisco Ramos da Costa                                                        |          | 27. Juni 1977 – 1. Juli 1978             | Botschafter, am 30. Juni 1977 akkreditiert |
| António Chambers de Antas de Campos                                             |          | 2. Juli 1978 – 9. Februar 1979           | Übergangs-Geschäftsträger |
| António de Almeida Leite Cruz                                                   |          | 9. Februar 1979 – 21. August 1981        | Botschafter, am 23. März 1979 akkreditiert |
| Carlos Alberto Soares Simões Coelho                                             |          | 31. August 1981 – 25. Mai 1986           | Botschafter, am 30. September 1981 akkreditiert |
| António Guilherme Lopes de Oliveira Cascais                                     |          | 27. Juni 1986 – 7. Juli 1991             | Botschafter, am 28. August 1986 akkreditiert |
| Alexandre Eduardo Lencastre da Veiga                                            |          | 11. Juli 1991 – 14. Mai 1995             | Botschafter, am 29. August 1991 akkreditiert |
| Rui Fernando Meira Ferreira                                                     |          | 4. Oktober 1995 – 28. Februar 1998       | Botschafter, am 9. Oktober 1995 akkreditiert |
| José António Moya Ribera                                                        |          | 2. Juni 1998 – 12. Oktober 2000          | Botschafter, am 18. Juni 1998 akkreditiert |
| José Joaquim Esteves dos Santos Freitas Ferraz                                  |          | 12. Dezember 1995 – 14. Januar 2005      | Botschafter, am 15. Dezember 1995 akkreditiert |
| José de Bouza Serrano                                                           |          | 17. Januar – 10. Oktober 2008            | Botschafter |
| João Pedro de Almeida Silveira de Carvalho                                      |          | 15. Oktober 2008 – 18. Dezember 2013     | Botschafter, am 20. Oktober 2008 akkreditiert |
| Jorge António Meave Zileri Teixeira de Sampayo                                  |          | 19. Dezember 2013 – 31. Juli 2014        | Übergangs-Geschäftsträger |
| Rui Filipe Monteiro Belo Macieira                                               |          | 16. Dezember 2014 – 25. September 2018   | Botschafter |
| Rita Maria Figueiras Henriques Laranjinha                                       |          | seit dem 26. September 2018 akkreditiert | Botschafterin |